# 大創百貨
大創百貨（日语： Daisō）是源自日本的跨國連鎖折扣店（100圓店）和綜合百貨公司，成立於1977年12月，其特色為商品大多以均一價販售。

## 簡介

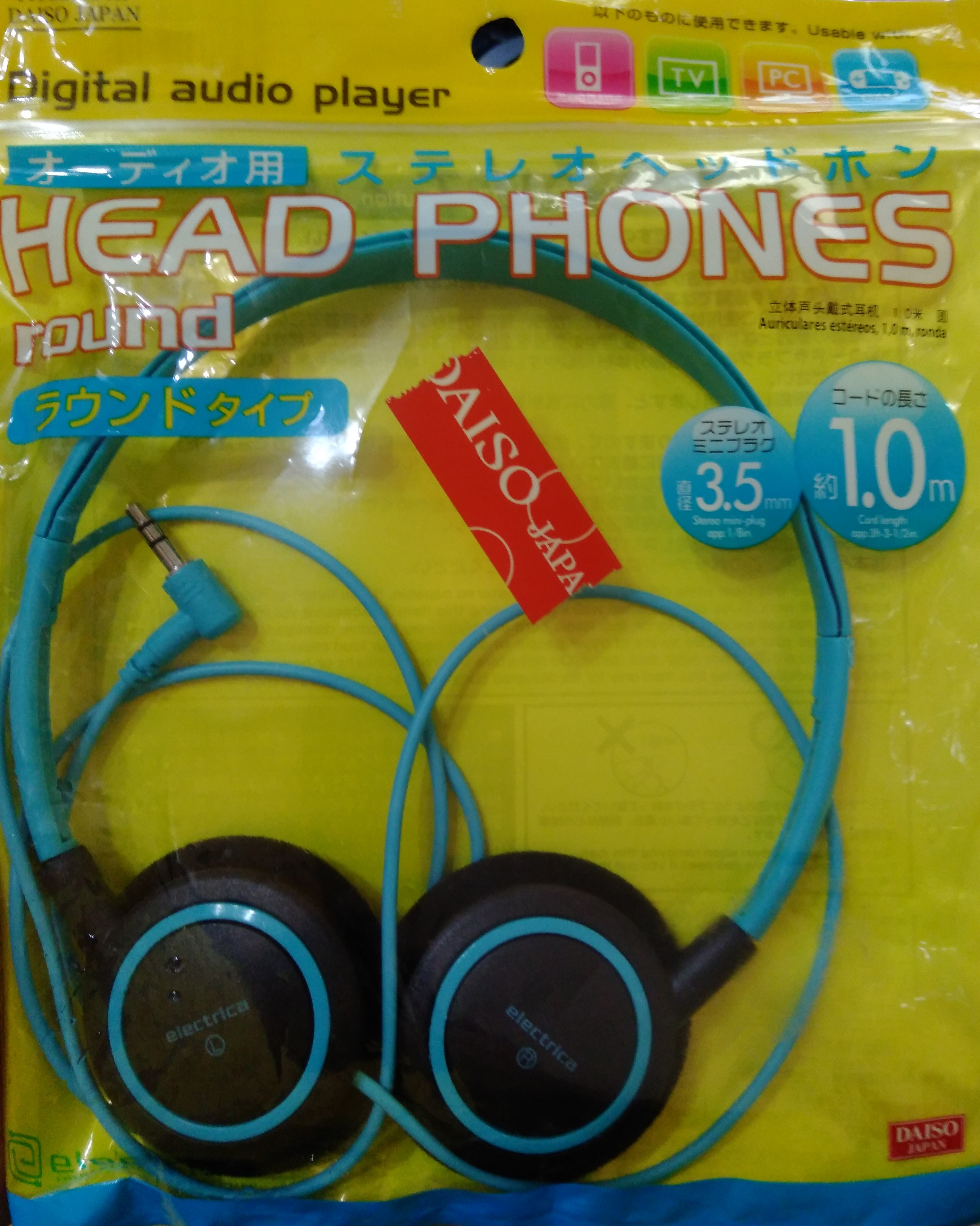
Daiso耳機

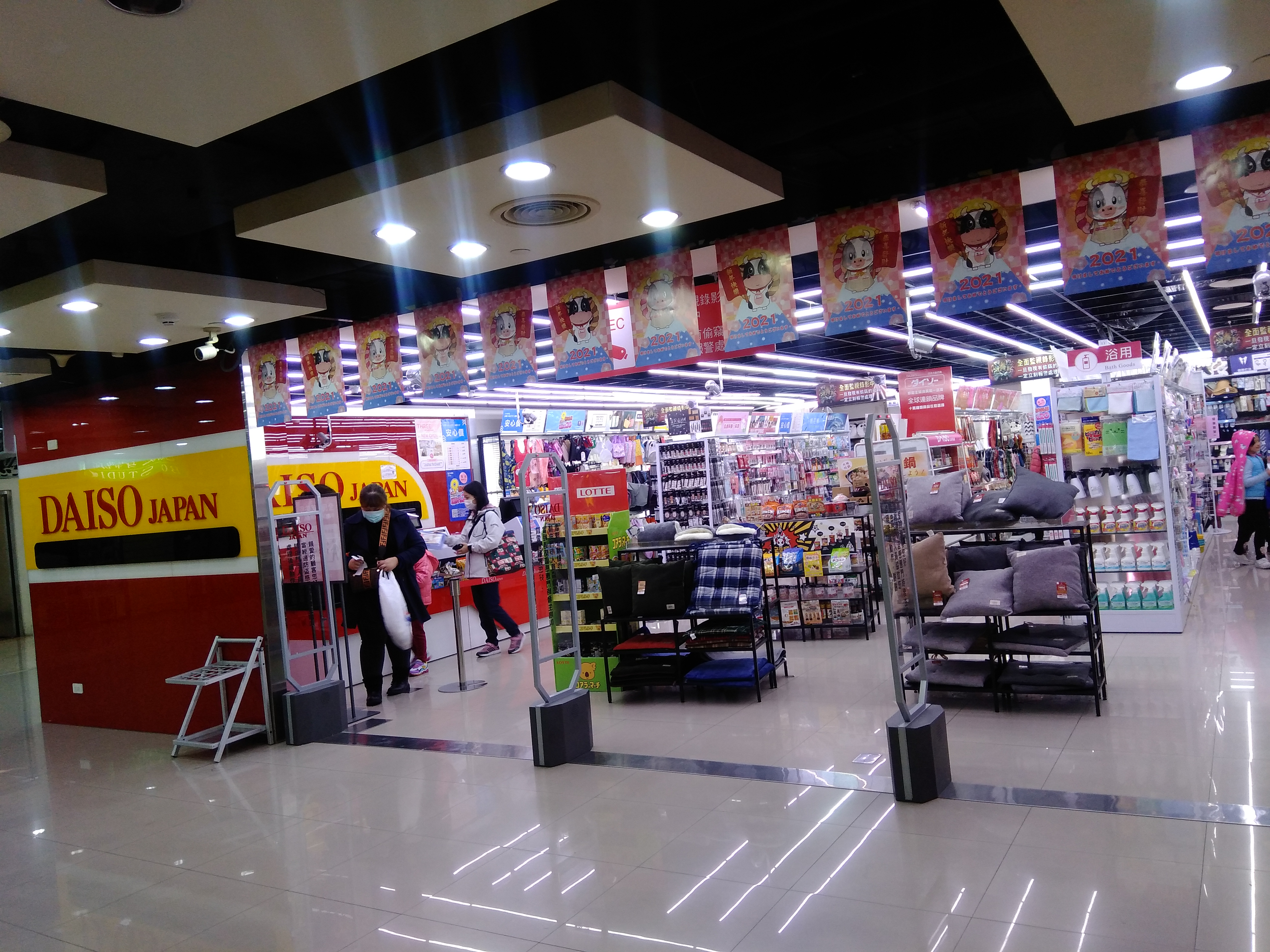
大創新莊鴻金寶店

大創產業的創辦人是矢野博丈，成立於1977年。矢野博丈創業當時，是採用移動式推車販賣商品，並且多在超市前面設置臨時櫃，由於一邊工作還得帶小孩，為了省去貼標籤的工作，就決定將所有商品統統以一百日圓販售。
矢野博丈抱著「規模雖然不大，但是名稱一定要表示『能創造大契機』」的念頭，而取「大創」二字為公司名稱。當然在創業過程並不是一帆風順，有次就有個客人丟下一句「便宜沒好貨」就把店內其他客人都帶走。矢野雖然感到懊惱，卻也因此燃起鬥志，決定把利益置之度外，將高成本的東西也全以一百日圓販售，從此打出口碑，大創產業開始起飛。
目前大創的資本額為27億日圓，日本國內有共3150家分店；海外分店則有1900家。
大創自行設計開發低價位、高品質日常百貨、化妝品、玩具、娛樂等用品，在日本俗稱為「百元商品店」。

## 發展過程
1972年3月：成立矢野商店，專門銷售家庭用品。
1977年12月：成立大創產業株式会社。
1980年9月：投入资金增至1,200万日元。
1980年11月：開設東京營業所。
1981年7月：再投入资金增至2,000万日元。
1981年10月：開設九州營業所。
1983年7月：投入资金增至5,000万日元。
1985年12月：投入资金增至7,000万日元。
1986年1月：開設大阪營業所。
1987年7月：遷移到新建的的大樓和分售中心。
1987年12月：開設札幌營業所。
1987年：開立“大創百（日）元店”提上議程。
1990年8月：開設名古屋營業所。
1991年4月：直營1號店“高松店”開始營業。
1991年：正式開設“大創百（日）元店”連鎖店。
1994年11月：榮獲新商務協商會頒發的“新商務大獎”優秀獎。
1995年3月：投入资金增至3.4億日元。
1996年9月：投入资金增至4億9,660万日元。
1997年11月：榮獲通產省大臣獎貿易貢獻企業獎。
1999年3月：榮獲JMA頒發的1998年度市場營銷鼓勵獎。
2000年1月：榮獲1999年度新興企業獎（非上市部門）。
2000年3月：投入资金增至9億日元。
2001年6月：投入资金增至27億日元。
2001年8月：成立首家台灣店舖。
2001年9月：成立首家韓國店鋪。
2002年：成立新加坡IMM店，榮獲2002年度財經界經營管理獎。
2003年6月：成立泰國分店。
2003年12月：成立加拿大溫哥華分店。
2004年3月：成立U.A.E.（阿拉伯聯合酋長國）分店。
2004年7月：成立科威特分店。
2004年12月：成立卡達分店。
2004年12月：成立印尼分店。
2005年5月：成立巴林分店。
2005年8月：成立澳門分店。
2005年10月：成立美國西雅圖分店。
2005年12月：成立新喀里多尼亞分店。
2005年12月：成立阿曼分店。
2006年3月：成立紐西蘭店。
2006年12月：成立美國舊金山分店。
2007年11月：成立羅馬尼亞店。
2019年3月：成立美國纽约法拉盛店，為美东第一家分店。
2019年3月：企業icon重新規劃。
2020年5月：收購300圓商店CouCou。
2021年3月：設立「Standard Products」、「Natural Coordinate」2款全新品牌。

## 均一價商品
因為廉價的庫存和積壓的滯銷商品會立即被顧客淘汰，所以大創注重提高商品品質，即使這意味著更高的成本。由於大創的商品以統一價格出售，任何成本方面的增加都會導致利潤的降低。為了抵銷由此帶來的負面影響大創致力於擴大銷售量以降低成本。
日本人注重價格、品質和設計而聞名於世，今年暢銷的商品明年就不再出售，缺乏創新精神的店鋪很快會失去人氣。在如此嚴峻的形式下，大創仍取得了顯著的成長。隨著「百均」已經成為一個大眾化的名詞，大創在逐漸成長的百（日）元店市場中佔有絕對的優勢。
大創一向非常注重商品品質，這是大創快速成長的關鍵。大創的總部被來自世界各地的批發商包圍著，但只有一小部份的商品能夠選上大創的貨架。而且大創的要求是如果顧客不滿意即使最小的部份也要修改或改進。另外大創致力於研發新商品，每個月推出1000種新商品以不斷提高自身形象。
大創百貨的商品種類繁多，約有2萬多種。各種商品由日本大創大量訂貨，自訂包裝規格，獨家商品眾多，然後再由臺灣精選商品進口，與日本同步流行販售。
商品則是由日本、歐美、中國大陸、韓國、東南亞及台灣等產地製造。商品品質有保證，物超所值，不必花大錢就可於店舖內大肆採購，可得到購物的樂趣與享受便宜實惠的日系商品。
大創在日本零售業界有六成佔有率，日本國內有三千五百家店面，海外則有四百家店面，市調顧客滿意度僅次於東京迪士尼樂園、位居第二名；旗艦店共有九萬多種商品，包括彩妝、衛浴、玩具、文具等商品，皆由日本總公司團隊設計開發，百分之百是日本製作。
針對臺灣消費者，大創特別進口日本反應不錯的日常用品，有不用洗潔劑就能輕鬆清潔杯盤的美耐皿海綿，還有粉撲清潔劑、收納壓縮袋、神奇去腥不銹鋼肥皂等產品，讓家庭主婦做家事，也感受產品好玩、奇特之處，其他如變裝玩具、三麗鷗等商品，也是熱門商品。

## 販售品類
- 塑膠類
- 食品類
- 文具類
- 玩具類
- 居家生活類
- 芳香擺飾類
- 廚房類
- 工具.車用類
- 美妝保養類
- 園藝類
- 衛生健康類
- 髮妝類
- 禮品包裝類
- 寵物用品類
- 電子副產品類

## 全球分店

### 日本國內
- 亞洲
  -  日本－3150家分店

### 日本海外
- 非洲
  -  模里西斯－2家分店
- 北美
  -  加拿大－1家分店
  -  美國－45家分店
- 大洋洲
  -  澳大利亞－26家分店
  -  新西蘭－1家分店
  -  新喀里多尼亞－1家分店
- 亞洲
  -  台灣－81家分店
  -  香港－34家分店
  -  澳門－17家分店
  -  泰國－96家分店
  -  印尼－10家分店
  -  巴林－2家分店
  -  約旦－1家分店
  -  黎巴嫩－1家分店
  -  科威特－5家分店
  -  馬來西亞－40家分店
  -  阿曼－4家分店
  -  菲律賓－32家分店
  -  卡塔爾－2家分店
  -  沙烏地阿拉伯－7家分店
  -  新加坡－13家分店
  -  阿拉伯聯合大公國－22家分店
  -  越南－6家分店
  -  寮國－2家分店
- 歐洲
  -  羅馬尼亞－10家分店

### 臺灣
2001年5月，大創產業在台灣成立台日合資企業「台灣大創百貨股份有限公司」，最高的精神就是提供台灣消費者低價位、高品質的購物樂趣，營業主軸為進口日本百圓商品，直營零售店將設置於全台灣各地區。到2021年8月，台灣大創百貨分店數已經達到68家。
2011年福島核災後，台灣禁止福島、茨城、群馬、櫪木、千葉等五縣的食品進口，但2015年食藥署查出台灣大創百貨假造中文標籤遮蓋原產地，企圖偷渡13項核災縣市食品逾1萬3000件。該批食品所幸及時被邊境檢驗人員查禁，未流入市面。經濟部國貿局裁罰全面禁止台灣大創百貨輸入貨品6個月，並處以新台幣300萬元罰鍰。
2018年5月，台灣大創百貨在遭處禁運6個月期間，竄改交易文件日期，違法使用694張偽造輸入許可證，繼續進口重達2067公噸、共319個貨櫃的貨品，申請專案出入境許可證；被經濟部國貿局裁處新台幣4164萬元罰鍰，並廢止其出入境許可證，法定2年內不得進出口物品。
2022年12月，Standard Products 在台南南紡店首開幕，2023年4月，台中LaLaport店開幕，內含旗下新品牌「Threeppy」與「Standard Products」。

### 加拿大
北美首間大創百貨在2003年12月12日於加拿大卑詩省大温哥華地區列治文市時代坊開幕。時代坊是當地一間規模頗大、以亞洲各地零售商店為主题的購物商塲，屬於新時代集團所有。加拿大大創是大創百貨總裁矢野博丈和新時代集團創辦人馮永發以合作的方式經營的，其中矢野博丈佔股權49%、馮永發則佔51%。
2003年12月12日，加拿大大創百貨與其所在的時代坊同時開幕，成為一時佳話。

### 澳門
由信達集團投資設立的大創百貨澳門加盟店於2005年正式開幕，第一家店位於關閘信達廣場；之後於板樟堂街信達堡開設第二家店，2011年於高士德大馬路開分店，2013年於渡船街開分店。
在大創百貨的客量開始下降的時候，大創百貨澳門全線分店引入了更多不同的商品吸引顧客；但這些商品並不是以10元（澳門元）出售，而是10元的倍數，即20、30、40......直至最昂貴的200元，成功地吸引了不同的客源；直至現在這個方法依然奏效。由於日元匯率在2008年急劇上升，直接增加大創的經營壓力，大創百貨澳門全線分店於2008年加價，加幅為20%，由10元的商品到2013年升至15元，其他20、30、40......元等商品也大幅提升。

### 香港
香港的大創百貨產品一般於永旺百貨門店行列之「Aeon Living Plaza」（永旺生活廣場）部門銷售。2021年，永旺取得大創百貨的經營權，並開始開設「Daiso Japan」分店，亦將部分分店改裝為「Daiso Japan」。
2021年6月，在九龍灣淘大商場開設 「Daiso Japan」專門店，為首次在香港開設大創百貨專門店。

### 
韓國商人朴正夫在1992年在韓國創辦了以出售平價家庭用品為主的「Asung 產業」。1997 年 5 月，朴正夫把Asung產業易名為「ASCO Even Plaza」，是韓國首間以劃一價格商品的商店。
直至 2001 年 9 月，大創產業看準了「ASCO Even Plaza」的經營模式與「Daiso」同出一轍，而且在韓國營業額也不斷增長，決定向ASCO Even Plaza以注資的方式合作。ASCO Even Plaza獲得大創百貨注資40億韓圜，按大創產業合同要求把原有的店名更改為「Daiso」，所以便出現了今天的韓國大創。
這一次日韓企業合作只是維持了十年。2011 年開始，韓國大創了解到大創產業有支持日韓政府一直各執一辭的獨島主權爭議立場，其後決定放棄繼續與大創產業合作。並在 2014 年開始，韓國大創不再出售與日本大創相同的產品，商標上也另作新設計，與大創產業劃清界線。

## 外部連結
- 官方网站：日本官網、大創50週年紀念網站（2022年）、台灣官網、香港分店（AEON永旺百貨）、澳門分店（信達號）
- DAISO日本的Facebook專頁
- 大創台灣的Facebook專頁
- 大創香港的Facebook專頁
- AEON永旺百貨（大創香港母公司）的Facebook專頁
- 大創澳門的Facebook專頁
- 信達號（大創澳門分銷商）的Facebook專頁
- 大創日本的Instagram帳戶
- 大創香港的Instagram帳戶